# 홍가신 선생 교지
홍가신 선생 교지(洪可臣 先生 敎旨)는 남양 홍씨 토홍 홍가신 후손가의 소장자료로 대한민국 충청남도 아산시에 있다.
1989년 4월 20일 충청남도의 문화재자료 제310호로 지정되었다가, 2011년 7월 20일 충청남도의 유형문화재 제219호로 지정되었다.

## 개요
남양홍씨 홍가신 후손가의 소장자료는 고문서 30점과 초상이 있다. 홍가신 교지 중 강희 46년 12월에 발급된 시호교지 등 5건은 충청남도 문화재자료 제310호 지정되어 있다.
교지는 洪昷 교지 3건, 홍가신 교지 2건, 홍우관 교지 1건, 홍완 교지 1건, 홍일장 교지 4건, 홍준 8건, 부인교지 9건이며 교지는 홍가신과 홍준의 교지는 자신들의 관직임명에 따른 것이었으나 다른 교지들은 홍가신과 홍준의 현달에 따라 받은 曾祖․祖․考와 증조비․조비․고비 등은 홍가신과 홍준의 현달로 추증 받은 교지이다.
홍가신 후손가의 고문서로 상한 년대를 보여주는 것은 1604년의 교지이고, 하한 년대를 보여주는 儁의 교지이다. 홍가신 후손가의 고문서는 17세기 초반에서 18세기 중반까지의 고문서로 충청남도 문화재자료 제310호로 지정된 5점을 포함하여 총 9점에 대하여 충청남도 유형문화재로 지정하고 문화재자료 301호를 지정해제한다.

## 지정 목록

### 1) 洪可臣功臣敎書
敎奮忠出氣合謀迪毅淸難功臣正憲大夫寧原君洪可臣書

刊記:萬曆三十二年十月日

李愖製 李福長書

### 2) 洪可臣妻 李氏 夫人敎旨
李氏爲貞夫人者

萬曆三十年十二月二十六日

嘉善大夫漢城府右尹洪可臣妻依法典從夫職

### 3) 洪可臣妣 申氏 夫人敎旨
贈貞夫人申氏贈貞敬夫人者

萬曆三十二年十一月十六日

奮忠出氣合謨迪毅淸難功臣正憲大夫寧原君兼五衛都摠府都摠管洪可臣妣

依承 傳追贈

### 4) 洪可臣妣 成氏 夫人敎旨
贈貞夫人成氏贈貞敬夫人者

萬曆三十二年十一月十六日

奮忠出氣合謀迪毅淸難功臣正憲大夫寧原君兼五衛都摠府都摠管洪可臣妣

依承 傳追贈

### 5) 洪可臣諡號敎旨
敎旨

發給者: 國王, 受給者: 洪可臣

康熙46(1707), 낱장, 70×107, 完

奮忠出氣合謨迪毅淸難功臣崇政大夫行刑曺判書兼知義禁府事五衛都摠府都

摠管寧原君致仕贈大匡輔國崇祿大夫議政府右議政兼領經筵事監春秋

館事世子傅寧原府院君洪可臣 贈諡文莊公者

康熙四十六年十二月 日

### 6) 洪可臣 寧原府院君 封爵敎旨
敎旨

發給者: 國王, 受給者: 洪可臣

萬曆43(1615), 낱장, 70.3×66.3, 完

奮忠出氣合謨迪毅淸難功臣崇政大夫寧原君致仕洪可臣贈大匡輔國崇祿大夫

議政府右議政兼領經筵事監春秋館事世子傅寧原府院君者

萬曆四十三年七月二十四日

親功臣追贈事

### 7) 洪昷 贈職敎旨
敎旨

發給者: 國王, 受給者: 洪昷

萬曆30(1602), 낱장, 70×52.5, 完

奉直郞行掌苑暑掌苑洪昷贈嘉善大夫吏曹參判兼同知義禁府事者

萬曆三十年二月二十六日

嘉善大夫漢城府右尹洪可臣考依大典追贈

### 8) 洪昷 贈職敎旨
敎旨

發給者: 國王, 受給者: 洪昷

萬曆32(1604), 낱장, 70×54.8, 完

贈嘉善大夫吏曹參判兼同知義禁府事洪昷贈正憲大夫吏曹判書兼知義禁府事

者

萬曆三十二年九月十四 日

奮忠出氣合謨迪毅淸難功臣正憲大夫寧原君洪可臣考依大典追贈

### 9) 洪昷 益寧府院君 封爵敎旨
敎旨

發給者: 國王, 受給者: 洪昷

萬曆32(1604), 낱장, 70×59, 下端 缺落

贈正憲大夫吏曹判書兼知義禁府事洪昷贈純忠積德秉義補祚功臣大匡輔國崇

祿大夫議政府領議政兼領經筵觀象監事益寧府院君者

萬曆三十二年十一月十六日

奮忠出氣合謨迪毅淸難功臣正憲大夫寧原君兼五衛都摠府都摠管洪可臣考…

傅追贈

## 같이 보기
- 홍가신

## 참고 자료
- 홍가신선생교지 - 국가유산청 국가유산포털